# تامیگا-فولبه
تامیگا-فولبه شهری در شهرستان ناسره در استان بام در بورکینافاسوی شمالی است و جمعیت آن ۱۴۰ نفر است.